# 细胞存活系统
细胞存活系统（Cells Alive System）是日本ABI公司研发的世界新型冷冻技术。
CAS设备在冷冻食品时，可以保护细胞在冷冻过程中不受损害，从而实现食物的长期保存，解冻后的食品与冷冻前保持几乎相同的新鲜度。
在通常的快速冷冻中首先冷冻水分，因此细胞的组织部分被压缩和破坏，从而导致新鲜度和口感降低。但是，由日本ABI公司开发的冷冻系统，结合几种能量形成微弱磁场，使食品内部的水分子在一定范围内振动，尽量阻止其聚合在一起。因此能够在保持整体温度的同时使其在极端时间内冷冻起来，形成的冰晶体积极小，不会破坏细胞壁和细胞膜。因为细胞组织得到保护，解冻时能够重现食物新鲜时的状态。
CAS装置能够搭载在现有的所有型号的冷冻设备上，是日本独有的世界领先冷冻技术。现已在多个国家取得了专利，已装载在世界18个国家的冷冻设备上。不仅在食品界，在医疗领域、物理领域也取得了突破性进展。这一发明打破了传统的冷冻概念，使得速冻食品界进入到一个新的阶段。